# 비하르주
비하르주(영어: Bihar, 힌디어: बिहार, 우르두어: بہار)는 인도 북부의 동쪽 끝에 자리한 주이다. 주도는 파트나이다. 비하르는 인도의 12번째로 큰 주이며 인구는 세 번째로 많다. 농업이 최대의 산업이지만 정부는 근래에 대규모 공업화와 내부 투자 프로그램을 시작하였다.
비하르는 고대에 마가다라 불렸다. 그 수도 파트나는 파탈리푸트라라고 불렸으며 인도에 창건된 첫 제국 난다 왕조와 마우리아 제국의 발상지이다. 파탈리푸트라에 있는 비크람실라와 날란다 대학은 고대 인도의 교육 중심지였다.

## 인구
| 연도                  | 인구        | ±%     |
| --------------------- | ----------- | ------ |
| 1901                  | 21,243,632  | —      |
| 1911                  | 21,567,159  | +1.5%  |
| 1921                  | 21,358,905  | −1.0%  |
| 1931                  | 23,438,371  | +9.7%  |
| 1941                  | 26,302,771  | +12.2% |
| 1951                  | 29,085,000  | +10.6% |
| 1961                  | 34,841,000  | +19.8% |
| 1971                  | 42,126,000  | +20.9% |
| 1981                  | 52,303,000  | +24.2% |
| 1991                  | 64,531,000  | +23.4% |
| 2001                  | 82,999,000  | +28.6% |
| 2011                  | 104,099,452 | +25.4% |
| 2023                  | 130,725,310 | +25.6% |
| 출처: Census of India |             |        |

## 같이 보기
- 다슈라트 만지 - 22년 동안 산을 깎은 사람으로 일명, '마운틴 맨'